# گورستان کبود آب
قبرستان کبود آب مربوط به سدهٔ ۶ و ۷ ه.ق است و در شهرستان گلوگاه، بخش مرکزی، دهستان توسکا چشمه، جنوب غربی روستای اوارد، دره کبود دره واقع شده و این اثر در تاریخ ۹ بهمن ۱۳۸۶ با شمارهٔ ثبت ۲۰۶۸۷ به‌عنوان یکی از آثار ملی ایران به ثبت رسیده است.